# آلدن (دهانه)
آلدن یک دهانه برخوردی در ماه‌ است.

## دهانه‌های اقماری
این دهانه ۴ دهانه اقماری دارد.
| Alden | عرض جغرافیایی | طول جغرافیایی | قطر          |
| ----- | ------------- | ------------- | ------------ |
| C     | ۲۲.۵° S       | ۱۱۱.۴° E      | ۵۰.۰ کیلومتر |
| B     | ۲۰.۵° S       | ۱۱۲.۶° E      | ۱۷.۰ کیلومتر |
| E     | ۲۳.۲° S       | ۱۱۲.۴° E      | ۲۸.۰ کیلومتر |
| V     | ۲۲.۵° S       | ۱۱۰.۱° E      | ۱۹.۰ کیلومتر |